# تلمبه دل مر
تلمبه دل مر روستایی در دهستان گلستان بخش گلستان شهرستان سیرجان استان کرمان ایران است.

## جمعیت
بر پایه سرشماری عمومی نفوس و مسکن در سال ۱۳۹۵ جمعیت این مکان ۹۷ نفر (۳۰خانوار) بوده‌است.